# Eimeria acervulina
Eimeria acervulina je kokcidie parazitující u kura domácího. Je považována za mírně patogenní, v závislosti na izolátu, počtu pozřených oocyst a imunitním stavu hostitele. Infekce se projevuje snížením hmotnostních přírůstků, zhoršenou konverzí krmiva, redukcí snášky u nosnic, depigmentací kůže, někdy i zvýšenou mortalitou.
U komerčně chované drůbeže se vyskytuje poměrně často. Oocysty jsou ovoidního tvaru a dosahují průměrné velikosti 18,3 x 14,6 µm. Vývoj probíhá v duodenu, schizogonie má 4 fáze. Důležitým diagnostickým znakem je velikost oocyst, ale vzhledem k její značné variabilitě se doporučuje změřit nejméně 10 oocyst. Minimální prepatentní doba (interval od počátku infekce až po vyloučení prvních oocyst) je u E. acervulina 97 hodin a minimální sporulační doba (doba potřebná k dozrání oocysty do infekčního stavu) činí 17 hodin (obě hodnoty jsou delší než u E. mivati a E. praecox). Maximální reprodukce zjištěná po pozření 1 oocyty – 72 000 oocyst.
Pitevní nález je při lehké infekci omezen na sliznici duodenální kličky, ale při těžší infekci se změny rozšiřují na celé střevo a léze se mohou překrývat nebo splývat. Při lehčích infekcích se pozorují podélně nebo příčně probíhající světlé okrsky až pruhy prosvítající i přes serózu střeva, tvořené shluky (koloniemi) schizontů, gametocytů a dospívajících oocyst. Otiskové preparáty ze střevních změn obsahují velký počet oocyst. Při těžších infekcích tyto okrsky splývají a stěna střeva je zesílená. Sliznice střeva je v různém stupni překrvena. Změny je možné zaměnit s infekcí E. mivati.